# 338 Budrosa
338 Budrosa (mednarodno ime je tudi  338 Budrosa) je asteroid tipa M v glavnem asteroidnem pasu. 

## Odkritje
Asteroid je odkril francoski astronom Auguste Charlois ( 1864 – 1910) 25. septembra 1892 v Nici.. 
Izvor imena ni znan.

## Lastnosti
Asteroid Budrosa obkroži Sonce v 4,97 letih. Njegova tirnica ima izsrednost 0,02, nagnjena pa je za 6,037° proti ekliptiki. Njegov premer je 63,11 1 km, okoli svoje osi se zavrti v 4,6 h .